# تازة كند سفلي
تازة كند سفلي هي قرية في مقاطعة مراغة، إيران. عدد سكان هذه القرية هو 397 في سنة 2006.